# Carvalhal Redondo e Aguieira
Carvalhal Redondo e Aguieira (oficialmente: União de Freguesias de Carvalhal Redondo e Aguieira)  é uma freguesia portuguesa do município de Nelas, com 13,52 km² de área e 1371 habitantes (censo de 2021). A sua densidade populacional é 101,4 hab./km².

## História
Foi criada aquando da reorganização administrativa de 2012/2013,  resultando da agregação das antigas freguesias de Carvalhal Redondo e Aguieira.

## Demografia
A população registada nos censos foi:
| Distribuição da População por Grupos Etários | Distribuição da População por Grupos Etários | Distribuição da População por Grupos Etários | Distribuição da População por Grupos Etários | Distribuição da População por Grupos Etários | Distribuição da População por Grupos Etários |
| -------------------------------------------- | -------------------------------------------- | -------------------------------------------- | -------------------------------------------- | -------------------------------------------- | -------------------------------------------- |
| Antes da agregação                           |                                              |                                              |                                              |                                              |                                              |
| Ano                                          | 0-14 anos                                    | 15-24 anos                                   | 25-64 anos                                   | >= 65 anos                                   | Total                                        |
| 2001                                         | 225                                          | 266                                          | 834                                          | 361                                          | 1686                                         |
| 2011                                         | 184                                          | 127                                          | 772                                          | 449                                          | 1532                                         |
| Após a agregação                             |                                              |                                              |                                              |                                              |                                              |
| Ano                                          | 0-14 anos                                    | 15-24 anos                                   | 25-64 anos                                   | >= 65 anos                                   | Total                                        |
| 2021                                         | 149                                          | 125                                          | 626                                          | 471                                          | 1371                                         |